# 브라이즈헤드 리비지티드
《브라이즈헤드 리비지티드》(영어: Brideshead Revisited)는 영국, 모로코, 이탈리아, 미국에서 제작된 줄리언 재럴드 감독의 2008년 드라마 영화이다. 매슈 구드, 벤 위쇼 등이 출연하였고, 로버트 번스틴 등이 제작에 참여하였다.

## 출연진
- 매슈 구드
- 벤 위쇼
- 헤일리 애트웰
- 에마 톰프슨
- 마이클 갬본
- 그레타 스카키
- 애나 메이들리
- 패트릭 맬러하이드
- 펄리시티 존스
- 에드 스토파드
- 조너선 케이크
- 조지프 비티
- 제임스 브래드쇼
- 톰 블라시하

## 기타 제작진
- 협력 제작: 조애나 앤더슨
- 공동 제작: 제임스 세이노어
- 라인 제작: 로사 로메로
- 배역: 프리실라 존
- 미술: 앨리스 노밍턴
- 세트: 캐럴라인 스미스
- 의상: 이머 니벨도니
- 헤어: 누알라 콘웨이
- 제작 관리: 존 왓슨
- 조감독: 자말 벨마지두브, 조니 벤슨, 앨러스터 램즈든, 케네스 톰프슨 마케이지, 존 왓슨, 댄 채닝 윌리엄스, 도미닉 스렐폴(크레디트 미기재), 주리 비아시아토, 콘수엘로 비도리니, 루시 에저턴, 크리스 길, 카림 카카니, 샌드린 로이시, 배리 매컬러